# Чакравартін
Чакравартін (санскр. चक्रवर्तिन्चक्रवर्तिन् cakra-vartin, букв. «той, хто повертає колесо») — в буддійському та джайністському вченнях загальна назва ідеального правителя, царювання якого повертає світ з хаосу беззаконня на вищу ступінь порядку.
Відповідно до буддійських уявлень про історію, людство проживає три таких ступені, які закономірно змінюють один одного:
- присутність закону
- спотворення закону
- відсутність закону

Правління чакравартінів призводить до очищення світу, даючи початок новій ері. Стверджується, що народження чакравартіна супроводжується тими ж чудесами що і народження Будди. Будда міг вибрати шлях ідеального правителя (чакравартіна), маючи тридцять два ознаки на своєму тілі, які можуть бути тільки у чакравартіна або у Будди.
Про Сіддгартху Ґаутаму Будди Шак'ямуні в палійскому каноні також говориться, що він міг «обрати кар'єру» Чакравартіном — світового правителя або стати Буддою, пройшовши шлях відлюдника муні ( «муні» на санскр. буквально означає «мовчун» (від санскр. «мауна» — «мовчання». Відлюдники традиційно називалися в Індії муні - мовчальники. Згодом це слово так само як і «шрамана» (бродячий чернець) стало синонімом відлюдника). Сіддгартха вважав за краще пошук Істини (Дігханікая, 26).
Одне з імен Будди поточного світового періоду (кальпи) - «Шак'ямуні» (відлюдник (мовчун) з роду Шак'я).
Кожен чакравартін має в підпорядкуванні сім скарбів:
- колесо, літаюче по повітрю, яке забезпечує необмежені можливості для пересування чакравартіну та його війську;
- слона і коня, що володіють надприродними здібностями;
- дорогоцінний камінь (чундамані), що випромінює світло на далекі відстані і «виконує бажання»;
- царівну, що відрізняється красою;
- мудрого радника;
- удачливого полководця.

В якості останнього виступає один зі ста синів чакравартіна.
Детальний опис чакравартіна і кожного з його атрибутів міститься в
палійському каноні (Дігханікая, 17, «Сутра про Великого Вдалику» та інші сутри), також в махаянских сутрах (частина з них збереглася в китайській трипітаці), а також
Васубандгу в Абгідгармакоші. (Абгідгармакоша. Розділ 3, карикі 95 — 97).
Чакравартін володіє зовнішніми (тілесними) 32-ма ознаками. Він народжується тільки в варні (касті) кшатріїв (воїнів).
Звертає на себе увагу подвійність положення чакравартіна, представлена в сутрах: з одного боку це —  еталон світського монарха (він відноситься до вищого типу «буддійської особистості» — «махапуруша»), з іншого — мова йде про ефемерність світського правління, який протиставляється сутрами статусу Будди і Дгарми як невиліковної духовної цінності.
Важливо, що уявлення про чакравартіноа не вичерпуються їх літературним описом.
Збереглося багато зображень вселенського світового правителя, зроблених в Індії — перш за все це скульптура матхурської школи (вона володіє високими художніми гідностями). Матхурська школа — це перша національна індійська школа скульптури, склалася приблизно в І ст. до н. е.
Серія зображень чакравартіна є також серед барельєфних зображень на стелах і на стінах культових споруд, що відносяться до гандхарської школи (Північна Індія, межа нашої ери).

## В Китаї
Імператор Вень династії Суй (581—618), який заново об'єднав країну, позиціонував себе як чакравартін. Буддизм використовувався ним як нова універсальна ідеологія, здатна зміцнити імідж нового режиму. 
Династія Юань (1280—1368) під впливом сучасника
Хубілаї, Сак'я-пандіти Лодою-чжалцана і очолюваної ним
тибетської буддійської школи Сак'я сприйняла елементи вчення про чакравартінів в зв'язку з тим, що Сак'я-пандіта, пропагуючи гуманне ставлення до підданих імперії, проголосив царем-чакравартіном
Чінгіс-хана, прабатьком династії. Це виразилося, зокрема, в буддійських санскритських іменах представників династії. 